# عمر إبراهيم حماد
عمر إبراهيم حماد سوداني من مواليد 5 ديسمبر 1986 لاعب كرة قدم سوداني يلعب كلاعب مقيم في قطر يجيد اللعب في خط الوسط.
لعب سابقاً لأندية نادي النيل السوداني والأهلي و العربي والسيلية و أم صلال القطريين .

## روابط خارجية
- عمر إبراهيم حماد على موقع قاعدة بيانات كرة القدم.إي يو (الإنجليزية)
- عمر إبراهيم حماد على موقع Soccerway.com (الإنجليزية)